# Jødisk Museum i Oslo

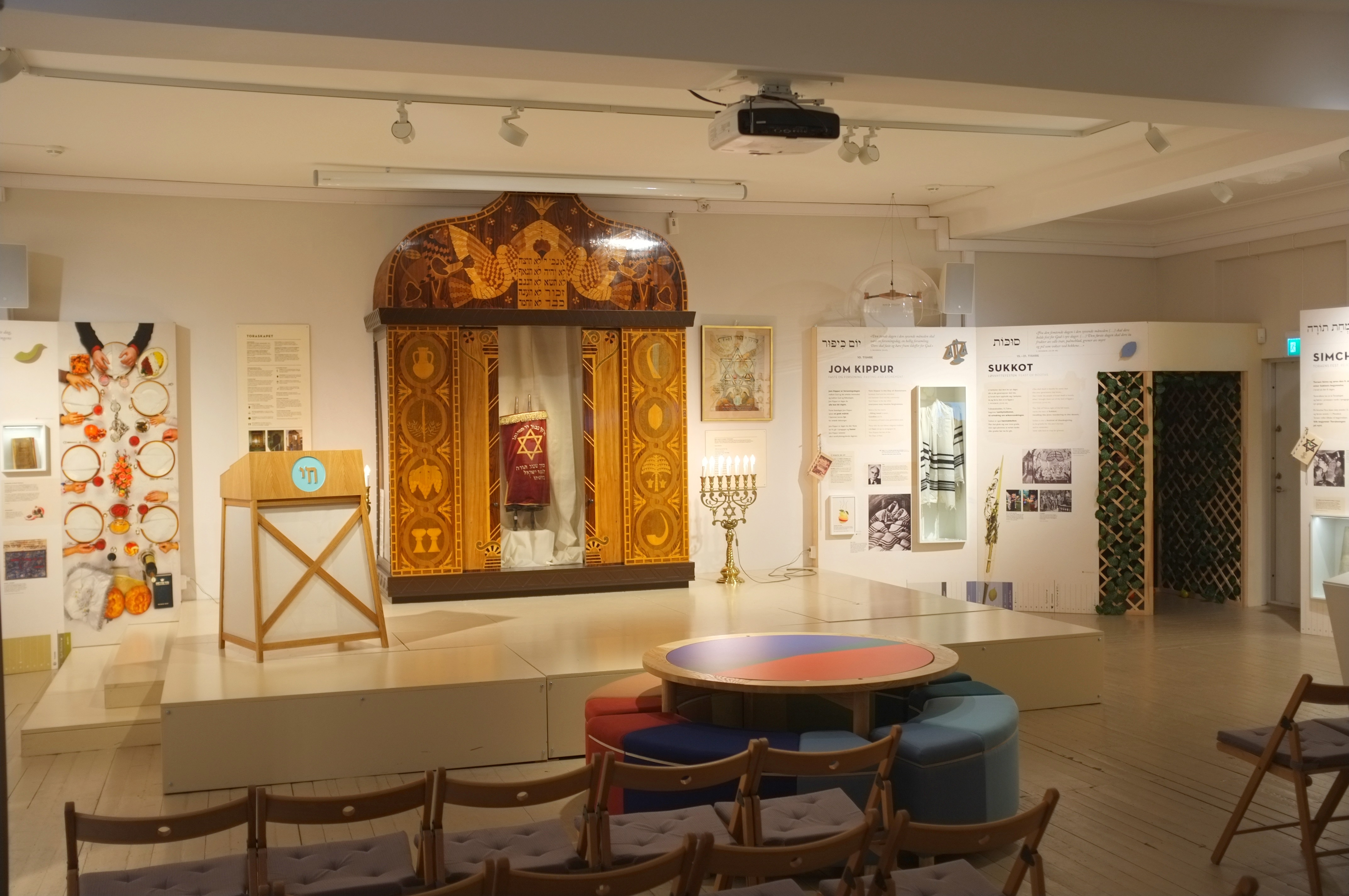
Dauerausstellung

Das Jüdische Museum in Oslo (norwegisch: Jødisk Museum i Oslo) hat zum Ziel, über Juden in Norwegen zu informieren. Es wurde 2003 als Stiftung gegründet, unterstützt von der Det mosaiske trossamfunn und dem Oslo City Museum.
Im Jahr 2006 wurde das Museum als eigenständige Stiftung gegründet. Das Museum wurde 2008 mit seiner ersten Ausstellung „Freiheit gewann nicht nur einmal“ über jüdische Künstler in Norwegen und die Juden, die am Kampf gegen den Nationalsozialismus im Zweiten Weltkrieg teilnahmen, eröffnet.
Das Museum in der Calmeyers Straße 15B in Oslo wurde von Kronprinz Haakon 8 im September 2008 eröffnet. In den Räumlichkeiten des Nebengebäudes befand sich von 1921 bis 1942 ursprünglich eine Synagoge, und viele der Juden, die in der Mitte des 19. Jahrhunderts nach Norwegen eingewandert waren, lebten in dem Viertel, in dem sich die Straße Calmeyers Gate befindet, und im angrenzenden Grünerløkka Viertel.
Das Museum hat sich zum Ziel gesetzt, verlässliches Wissen über die Geschichte der Juden in Norwegen, das Wissen um die jüdische Kultur, das tägliche Leben, die religiösen Praktiken und die Integration in die norwegische Gesellschaft zu sammeln, zu bewahren, zu erforschen und zu vermitteln. Das Museum will ein Brückenbau zwischen den jüdischen Gemeinden und der Großgemeinde sein. Das Jüdische Museum in Oslo hält Vorträge, Konzerte, wechselnde Ausstellungen und andere nach außen aussehende kulturelle Aktivitäten. Das Museum behandelt jüdische Kultur, Tradition und Geschichte sowie das Judentum im Allgemeinen.
Ab Frühjahr 2017 zeigt das Museum drei Exponate: „Das jüdische Jahr – alle in ihrer Zeit“, über das jüdische Heiligtum und Feste, „Erinnert euch an das Leben – jüdischen Schicksale 1940–1945“ und „jüdische Gesundheit“ Sport als Aufführungs- und Integrationsarena für die jüdische Minderheit.
Finanziert wird das Museum über Mittel der Gemeinde Oslo, des Staates, der Projektförderung verschiedener Stiftungen, des Freundschaftsvereins des Museums und privater Spenden.